# Dálnice 48
Die Dálnice 48 (tschechisch für „Autobahn 48“) ist eine Autobahn in Tschechien. Sie zweigt bei Bělotín von der D1 ab und führt über Nový Jičín, Frýdek-Místek, Český Těšín weiter zur tschechisch-polnischen Grenze. In Polen wird die Strecke fortgesetzt als S52. Bis zum 31. Dezember 2015 war sie als Schnellstraße klassifiziert und trug die Bezeichnung Rychlostní silnice 48 (R48).

## Geschichte
Obwohl große Teile der Strecke zwischen Bělotín-východ und Rychaltice bereits vierstreifig (2 Fahrstreifen je Richtung) ausgebaut waren, entsprachen diese Abschnitte nicht den Trassierungsanforderungen an eine Autobahn, weshalb in den letzten Jahren ein Um- und Ausbau stattfand. Der noch nicht ausgebaute Teil ist daher als Silnice I/48 ausgewiesen. Der Abschnitt Frýdek-Místek – Český Těšín, der über baulich getrennte Richtungsfahrbahnen und einen Regelquerschnitt von 22,5 Metern verfügt, wurde mit seiner Eröffnung bereits als Autobahn ausgewiesen. Seit Dezember 2012 verfügt auch der Abschnitt Rychaltice – Frýdek-Místek über den Regelquerschnitt von 22,5 Metern und wurde zur D48 aufgestuft.

## Bauabschnitte
Der Bau der D48 wurde Mitte der Nullerjahre von West nach Ost begonnen. Die Autobahn ersetzt die heute zu Gemeindestraßen herabgestufte Fernverkehrsstraße 48.
| Abschnitt                                                         | Länge     | Status                                           | Baubeginn                                                | Fertigstellung                                            | Querschnitt | Entwurfs- geschwindigkeit | Sonstiges |
| ----------------------------------------------------------------- | --------- | ------------------------------------------------ | -------------------------------------------------------- | --------------------------------------------------------- | ----------- | ------------------------- | --- |
| Zubringer Bělotín                                                 | 01,600 km | unter Verkehr                                    | November 2004                                            | November 2008                                             | D24,5       | 100                       | |
| Umfahrung Bělotín                                                 | 01,559 km | unter Verkehr                                    | Mai 2004                                                 | August 2007                                               | D22,5       | 100                       | |
| Bělotín – Rybí (1. Bauabschnitt Bělotín–Šenov)                    | 13,167 km | Bělotín–Dub: unter Verkehr Palačov–Šenov: im Bau | Juni 2021                                                | Bělotín–Dub: Dezember 2023 Palačov–Šenov: geplant: 2024   | D25,5       | 120                       | Wegen Problemen bei der Hangsicherung nahe Palačov wurde dieser Bauabschnitt nachträglich geteilt                |
| Bělotín – Rybí (2. Bauabschnitt Šenov–Rybí: Bau 2. Fahrbahn)      | 03,793 km | planfestgestellt                                 | geplant: 2026                                            | geplant: 2029                                             | D25,5       | 120                       | Abzweig nach Rybí (Silnice II/482) fällt im Laufe des Bauens weg                                                 |
| Dub – Palačov (mit Abschnitt der I/35 Palačov–Lešná von 5,200 km) | 03,695 km | im Bau                                           | Juni 2023                                                | geplant: 2026                                             | D25,5       | 100                       | Dezember 2023 ist eine Fahrbahn unter Verkehr genommen worden                                                    |
| Rybí – Rychaltice                                                 | 11,528 km | unter Verkehr                                    | Mai 2017                                                 | Dezember 2020                                             | D25,5       | 120                       | |
| Umfahrung Příbor                                                  | 01,447 km | unter Verkehr                                    | Februar 2009                                             | November 2011                                             | D25,5       | 100                       | |
| Rychaltice – Frýdek-Místek                                        | 07,137 km | unter Verkehr                                    | Oktober 2009                                             | Dezember 2012                                             | D25,5       | 120                       | |
| Umfahrung Frýdek-Místek                                           | 08,566 km | unter Verkehr                                    | bis F.-M.-jih: Mai 2018 bis F.-M.-východ: September 2019 | bis F.-M.-jih: September 2022 bis F.-M.-východ: Juli 2023 | D25,5       | 120                       | Wegen eines Erdrutsches im 2. Bauabschnitt wurde dieser auf einer Fahrbahn bereits im Dezember 2022 teileröffnet |
| Frýdek-Místek – Dobrá                                             | 05,623 km | unter Verkehr                                    | Juni 2002                                                | Oktober 2004                                              | D22,5       | 100                       | |
| Dobrá – Tošanovice                                                | 06,880 km | unter Verkehr                                    | Mai 2004                                                 | Oktober 2006                                              | D22,5       | 100                       | |
| Tošanovice – Žukov                                                | 07,850 km | unter Verkehr                                    | April 2005                                               | November 2007                                             | D22,5       | 100                       | |
| Český Těšín – Žukov (1. Bauabschnitt)                             | 02,200 km | unter Verkehr                                    | November 1995                                            | Oktober 1997                                              | D22,5       | 80                        | Widmung als Kraftfahrstraße                                                                                      |
| Český Těšín – Žukov (2. Bauabschnitt)                             | 01,740 km | unter Verkehr                                    | September 2001                                           | Juli 2004                                                 | D22,5       | 80                        | Widmung als Kraftfahrstraße                                                                                      |
| Český Těšín – Žukov (3. Bauabschnitt)                             | 01,200 km | unter Verkehr                                    | Juni 2004                                                | November 2007                                             | D22,5       | 80                        | Widmung als Kraftfahrstraße                                                                                      |